# ماريك ساغانوفسكي
ماريك ساغانوويسكي (Marek Saganowski)، مواليد 31 أكتوبر 1978 في لودز في بولندا، لاعب كرة قدم بولندي.
يلعب مع نادي ساوثامبتون الإنجليزي منذ عام 2007.
بدأ باللعب مع منتخب بولندا لكرة القدم في عام 1996.

## روابط خارجية
- ماريك ساغانوفسكي على موقع الاتحاد الدولي (مؤرشف)  (الإنجليزية)
- ماريك ساغانوفسكي على موقع الاتحاد الأوربي (الإنجليزية)
- ماريك ساغانوفسكي على موقع قاعدة بيانات كرة القدم.إي يو (الإنجليزية)
- ماريك ساغانوفسكي على موقع ليكيب (الفرنسية)
- ماريك ساغانوفسكي على موقع ناشيونال فوتبول تيمز (الإنجليزية)
- ماريك ساغانوفسكي على موقع Soccerbase.com (لاعب) (الإنجليزية)
- ماريك ساغانوفسكي على موقع Soccerway.com (الإنجليزية)
- ماريك ساغانوفسكي على موقع عالم كرة القدم.نت (الإنجليزية)
- ماريك ساغانوفسكي على موقع كووورة
- ماريك ساغانوفسكي على موقع AS.com (الإسبانية)